# 科普 (南卡罗来纳州)
科普（英文：Cope），是美国南卡罗来纳州下属的一座城市。城市类型是“Town”。其面积大约为0.25平方英里（0.65平方公里）。根据2010年美国人口普查，该市有人口77人，人口密度约为每平方 英里308人（约合每平方公里118.92人）。